# Pornsak Pichetshote
Pornsak Pichetshote est un scénariste de séries télévisées et de bande dessinée américain d'origine thaïlandaise (en).
Il a notamment créé les mini-séries Infidel (2018) et The Good Asian (2021-2022).

## Biographie
Après plusieurs années à éditer des comics publiés par Vertigo, Pichetshote passe au département médias de DC Entertainment, où il supervise le développement de plusieurs séries télévisées, tout en écrivant le scénario de quelques comic books.
En 2018, Image Comics publie sa mini-série d'horreur Infidel, dessinée par Aaron Campbell, qui met en scène des monstres se nourrissant du racisme que subissent les habitants d'un immeuble. Sa mini-série suivante, The Good Asian (2021-2022), dessinée par le Français Alexandre Tefenkgi, met en scène un détective sino-américain enquêtant à Chinatown en 1936. Elle lui vaut le prix Eisner de la meilleure mini-série en 2022.

## Prix
- 2022 : Prix Eisner de la meilleure mini-série pour The Good Asian (avec Alexandre Tefenkgi)

## Publications

### Albums en français
- Infidel (scénario), avec Aaron Campbell (dessin) et José Villarrubia (couleurs), Urban Comics, coll. « Indies », 2021  (ISBN 979-10-26817-52-9).